# Lyngballegård
Lyngballegård er en herregård i Lading Sogn – Sabro Herred – Århus Amt. 
Historien går tilbage til 1300-tallet. En kannik i Århus Stift, Broder Degn, købte i 1301 alt Torkild Dyrings gods i Lyngballe og før 1323 det gamle gårdsted Ågård. I 1327 skødede han det og noget gods i Fajstrup og Bruseltorp til domkapitlet i Aarhus. Det var et jordtilliggende der nogenlunde svarede til det senere Lyngballegård.
Oprindeligt har det nok været en borg ved navn Brinne, ved sydsiden af Lading Sø og i Skivholme Sogn hvor der i dag kendes et voldsted ved navn Troldhøj. 
Den er formodentlig flyttet op på bakken til den nuværende placering da Dronning Margrete 1. i slutningen af 1300-tallet beordrede alle borge nedlagt.
Efter reformationen solgte kongen det til ejeren af Sjelle Skovgård, det senere Wedelslund, Hans Rostrup, og efter en række forskellige ejere , bl.a. Christoffer Gersdorf fra Søbygaard, kom den i 1632 tilbage til kongemagten, under Christian 4., men efter hans død mageskiftedes det tilbage til Gersdorf, der dog snart videresolgte det til Oluf Parsberg.
Han var en af tidens store godsejere, men blev ruineret af svenskekrigene og måtte sælge til Mogens Friis i 1665, hvorefter det blev indlemmet i Grevskabet Frijsenborg, som den hørte under indtil 1923. I 1952 blev den købt tilbage til Frijsenborg og driften lagt ind under godset.
Gården har været hærget af talrige ildebrande. I 1778, 1846, 1881, 1882, 1913, 1927 og 1932 har der været større eller mindre brande.
Den hvidpudsede hovedbygning er opført efter branden 1846 men ombygget i 1913.
En inskription på en signalklokke fortæller at den forrige hovedbygning var fra 1778 efter at "den gamle blev i aske lagt ved himlens ild og lue."
I perioden 1970 til 1984 var Lyngballegård beboet af et kollektiv. Fra 1974-1984 boede byrådsmedlem og forfatter Per Holm Knudsen på Lyngballegård.
Lyngballegård er på 168,3 hektar

## Ejere af Lyngballegård
- (1400-1536) Domkapitlet i Aarhus
- (1536-1584) Kronen
- (1584-1597) Hans Rostrup
- (1597-1615) Familien Friis
- (1615-1632) Lauritz Ebbesen Udsen
- (1632-1640) Valdemar Christian Gyldenløve
- (1640-1650) Kronen
- (1650-1653) Caspar von Gersdorff
- (1653-1660) Oluf Parsberg
- (1660-1661) Anna Cathrine Olufsdatter Parsberg
- (1661-1662) Otto Pogwisch
- (1662-1672) Mouritz von Rønne
- (1672-1675) Mogens Nielsen Friis
- (1675-1699) Niels Mogensen Friis
- (1699-1763) Christian Nielsen Friis
- (1763) Christine Sophie Christiansdatter Friis
- (1763-1786) Erhard von Wedell-Friis
- (1786) Elisabeth Sophie Christiansdatter Rosenkrantz
- (1786-1799) Jean Henri Desmercières
- (1799) Sophie Magdalene Carlsdatter von Gram
- (1799-1815) Frederik Carl Krag-Juel-Vind-Friis
- (1815-1849) Jens Christian Krag-Juel-Vind-Friis
- (1849-1882) Christian Emil Krag-Juel-Vind-Friis
- (1882-1923) Mogens Christian Krag-Juel-Vind-Friis
- (1923-1924) Inger Mogensdatter Krag-Juel-Vind-Friis gift von Wedell
- (1924-1926) Troels N. Ravn
- (1926-1945) J. Bech-Jensen
- (1945-1952) N.J. Bech-Jensen
- (1952-1957) Julius Carl Hannibal von Wedell
- (1957-1982) Charles Bendt Mogens Tido von Wedell
- (1982-) Bendt Tido Hannibal von Wedell